# Suzuki GS 500e
De Suzuki GS 500e is een motorfiets van Suzuki die tussen 1989 en 2004 werd geproduceerd. De machine heeft een 500cc-motor van twee cilinders en is luchtgekoeld.
Kenmerkend aan deze naked bike is dat het een relatief kleine motor is met een laag zadel, waardoor de motor wendbaar is in de bochten. Deze veelverkochte motor werd vaak gebruikt door rijscholen en beginnende motorrijders omdat hij in aanschaf niet duur is, zeer zuinig is in het benzineverbruik en legaal is terug te brengen tot een vermogen van 25 kW.
Naast de GS 500e kwam vanaf 2004 de GS 500f uit. Dit is technisch gezien dezelfde motor maar dan met een volledige kuip, waardoor de machine meer op een racemotor lijkt.

## Specificaties

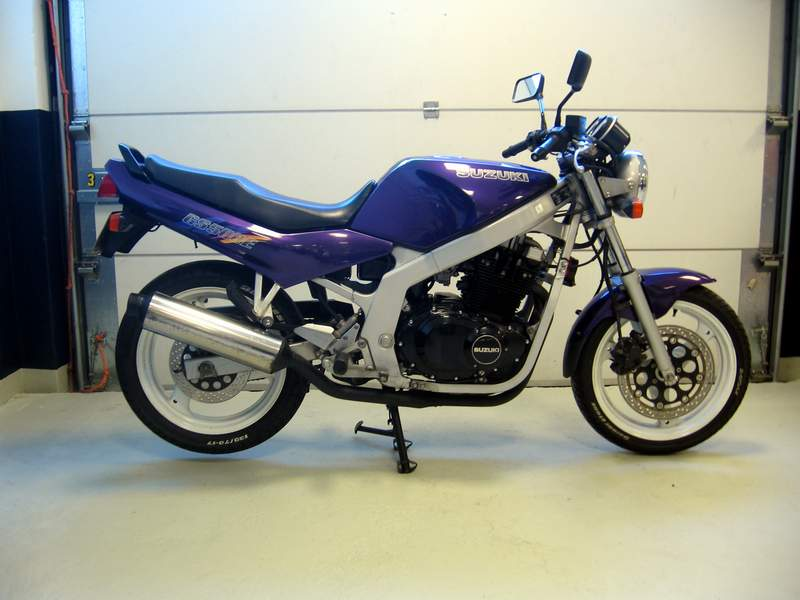
Suzuki GS 500e uit 1994

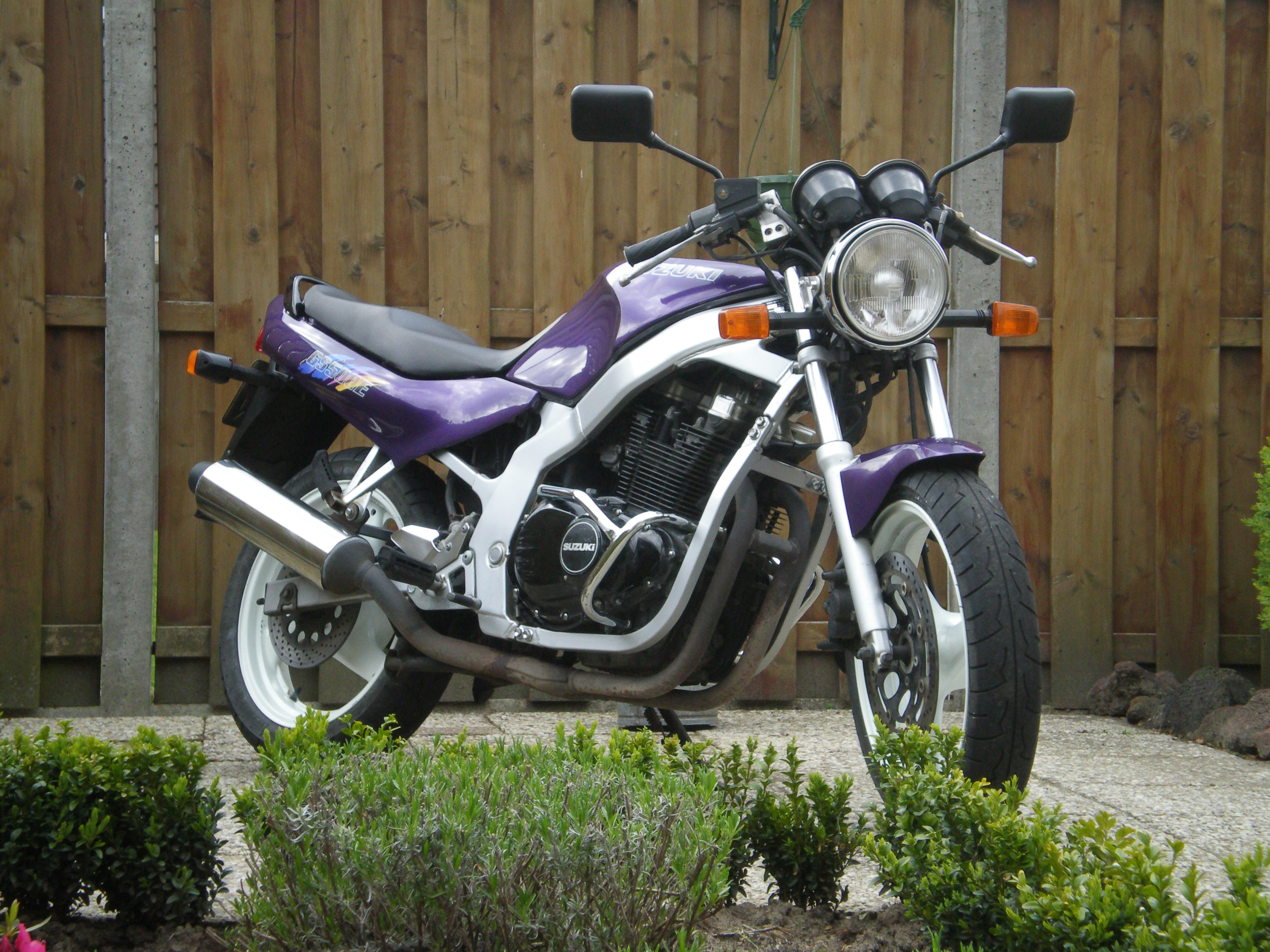
Suzuki GS 500e uit 1995

De onderstaande specificaties zijn van een Suzuki GS500e uit 1994.
| Algemeen           | Algemeen                                          |
| ------------------ | ------------------------------------------------- |
| Model              | Suzuki GS 500EB                                   |
| Categorie          | Naked bike                                        |
| Motorgedeelte      |                                                   |
| Type               | 487 cc, luchtgekoeld, twin, 4-takt                |
| Boring × slag (mm) | 74 mm, 56,5 mm                                    |
| Kleppen            | 2 kleppen per cilinder                            |
| Vermogen           | 33,9 kW bij 9200 tpm                              |
| Brandstofverbruik  | 3,9 tot 4,7 liter op 100 km                       |
| Max. koppel        | 39,2 Nm bij 7600 tpm                              |
| Transmissie        |                                                   |
| Versnellingsbak    | 6 versnellingen                                   |
| Eindoverbrenging   | ketting                                           |
| Wielen             |                                                   |
| Banden voor        | 110/70-17                                         |
| Banden achter      | 130/70-17                                         |
| Remmen voor        | enkele 310 mm schijf met dubbele zuigerremklauwen |
| Remmen achter      | enkele 250 mm schijf met dubbele zuigerremklauwen |
| Afmetingen         |                                                   |
| Zithoogte          | 790 mm                                            |
| Wielbasis          | 1410 mm                                           |
| Tankinhoud         | 17 liter                                          |
| Drooggewicht       | 169 kg                                            |